# Rivière Richelieu (rivière Montmorency)
Pour les articles homonymes, voir Richelieu et Rivière Richelieu.
La rivière Richelieu est un affluent de la rive ouest de la rivière Montmorency. Ce cours d'eau coule sur la rive nord du fleuve Saint-Laurent, dans la municipalité de Sainte-Brigitte-de-Laval, dans la municipalité régionale de comté de La Jacques-Cartier, dans la région administrative de la Capitale-Nationale, dans la province de Québec, au Canada.

## Géographie
La rivière Richelieu prend sa source à la confluence de deux ruisseaux forestiers et montagneux (altitude : 489 m), sur le flanc nord de la Montagne à Deux Têtes (624 m) à l'ouest du lac Turgeon lequel est traversé par la rivière Turgeon et au nord-ouest de la confluence de la rivière Richelieu avec la rivière Montmorency.
La partie inférieure de la vallée est desservie par l'avenue Sainte-Brigitte et par la rue Auclair. La partie supérieure est desservie par une route forestière secondaire. 

### Parcours de la rivière
À partir de sa source, la rivière Richelieu descend des montagnes en territoire forestier, coulant sur environ 7 km, avec une dénivellation de 289 m, selon les segments suivants :
- vers le sud avec une forte dénivellation, puis vers le sud-est, jusqu'à un ruisseau (venant de l'ouest) ;
- vers le sud-est jusqu'à un ruisseau (venant de l'ouest) ;
- vers le sud en traversant le lac Goudreault (altitude : 244 m) jusqu'à sa décharge ;
- vers le sud en traversant le village de Sainte-Brigitte-de-Laval, bifurquant vers l'est en traversant une série de rapide, jusqu'à son embouchure[2].

À partir de la confluence de la rivière Richelieu, le courant coule généralement vers le sud par le cours de la rivière Montmorency, jusqu'à la rive gauche du fleuve Saint-Laurent.

## Toponymie
Le toponyme Rivière Richelieu a été officialisé le 5 décembre 1968 à la Banque des noms de lieux de la Commission de toponymie du Québec.